# Кантоси
Кантоси (Dagaare-Dioula, Kantonsi, Kantosi, Yare, Yarsi) — язык гур, на котором говорят в городах Болгатонга, Кпаливого, Навронго, Налеригу, около города Ва; в округе Сандема, около ареала языка булса (були) Верхневосточного региона на севере Ганы. Кантоси похож на дагбани, камара и фарефаре языки.